# Hiroshi Oguri
Hiroshi Oguri (Japans: 大栗裕, Ōguri Hiroshi) (Osaka, 9 juli 1918 – 18 april 1982) was een Japans componist en hoornist.

## Levensloop
Als zoon van een koopmansfamilie groeide Oguri in het stadswijk Senba, het handelscentrum van Osaka, op. Zijn vader speelde het traditioneele Japanse instrument Gidayu. Met de Europese muziek kwam hij in 1931 in contact op de Ten'noji Commercial High School in Osaka. Oguri werd lid van het harmonieorkest en speelde hoorn. Hij ontwikkelde zich tot een superieure hoornist, maar hij wilde meer. Autodidactisch leerde hij eerst compositie. In 1936 gradueerde hij aan de Ten'noji Commercial High School en zijn composities werden van het harmonieorkest van de hoge school uitgevoerd.
Naar het bereiken van het diplome moest hij traditiegetrouw eerst thuis in het handelskantoor meewerken. Maar zijn enthoesiasme voor de muziek trok hem na Tokio. Daar studeerde hij hoorn en in 1941 werd hij hoornist in het toenmalige Tokyo Symphony Orchestra, het huidige Tokyo Philharmonic Symphony Orchestra, onder de leiding van Manfred Gurlitt. Met dit orkest werden veel werken van Europese componisten uitgevoerd, maar hij werd gestimuleert van de werken van Japanse componisten, als Akira Ifukube, Fumio Hayasaka and Urato Watanabe.
In 1946 wisselde hij als solo-hoornist na het Japan Symphony Orchestra, waaruit later het NHK Symphony Orchestra ontstond. In 1949 ging hij na Osaka terug en werd in 1950 lid van het Kansai Symphony Orchestra, dat later in Osaka Philharmonic Orchestra omgedoopt werd. In dit orkest werkte hij tot 1966. Verder was hij docent aan het Kyoto College of Woman en aan het Osaka College of Music.
Zijn oeuvre is heel omvangrijk. Zijn werken zijn meestal beïnvloed door de cultuur en de tradities van zijn vaderstad en de omgeving (Kyoto, Kobe ezv.).

## Composities

### Werken voor orkest
- 1963 Violin Concerto
  1. Allegro
  2. Lento
  3. Allegro Vivace
- 1977 Legend for Orchestra - after the Tale of Ama-no-Iwayado
- 1979 Rhapsody on Osaka Nursery Rhymes
- Osaka Fantasy

### Werken voor harmonieorkest
- 1955 Fantasy on Osaka Folk Tunes
- 1973 A Dedication to the Late Father who died after a traffic Ancient
- 1973 Shin-wa A Myth for Symphonic Band
- 1976 Pikatakamu and Okikurumi
- Burlesque for Band
- History of Japan voor koor en harmonieorkest
- Mask Fantasy
- MikonoUtaeru Uta
- Prince Of Antarus, mars
- Rhapsody for Band

### Werken voor mandolineorkest
- 1967 Sinfonietta no.1
- 1974 Sinfonietta no.2 Romantic
- 1975 Sinfonietta no.3 Gholghola's Hill
- 1975 Sinfonietta no.4 Labyrinthos
- 1977 Sinfonietta no.5
- 1978 Sinfonietta no.6 Dogu
- 1981 Sinfonietta no.7 Contrast
- 1972 Suite Kugutsushi (Puppet master)
- 1976 Symphonic three movements Fujutsushi (Shaman)
- 1977 Suite Onmyoji (Master of Onmyodo)
- 1978 Ancient Dances
- 1978 Meditation
- 1979 Dance poem
- 1980 Burlesque

### Muziektheater

#### Opera's
| Voltooid in | titel                                    | aktes    | première    | libretto                                                 |
| ----------- | ---------------------------------------- | -------- | ----------- | -------------------------------------------------------- |
| 1955        | Akai Jinbaori (De rode strijdjas)        | 1 akte   | 1955, Osaka | naar Pedro Antonio de Alarcóns El Sombrero de tres picos |
| 1967        | Asuka                                    | 2 aktes  |             |                                                          |
| 1968        | Jigoku-Hen                               | 3 aktes  |             | naar Ryunosuke Akutagawa's roman, Flight                 |
| 1974        | ポセイドン仮面祭 (Poseidon Masken-feest) | 2 aktes  |             |                                                          |
| ?           | Meoto Zenzai (Een fantastisch paar)      | 8 scènes |             |                                                          |
| ?           | Oni                                      | 3 aktes  |             |                                                          |
| ?           | 雉っ子物語 (Pheasant child story)        |          |             |                                                          |